# Santa María Ipalapa
Santa María Ipalapa är en kommun i Mexiko.   Den ligger i delstaten Oaxaca, i den sydöstra delen av landet, 300 km söder om huvudstaden Mexico City.